# Lawrence (Míchigan)
Lawrence es una villa ubicada en el condado de Van Buren en el estado estadounidense de Míchigan. En el Censo de 2010 tenía una población de 996 habitantes y una densidad poblacional de 218,37 personas por km².

## Geografía
Lawrence se encuentra ubicada en las coordenadas 42°12′54″N 86°3′27″O / 42.21500, -86.05750. Según la Oficina del Censo de los Estados Unidos, Lawrence tiene una superficie total de 4.56 km², de la cual 4.44 km² corresponden a tierra firme y (2.73%) 0.12 km² es agua.

## Demografía
Según el censo de 2010, había 996 personas residiendo en Lawrence. La densidad de población era de 218,37 hab./km². De los 996 habitantes, Lawrence estaba compuesto por el 79.42% blancos, el 1.41% eran afroamericanos, el 0.6% eran amerindios, el 0.1% eran asiáticos, el 0% eran isleños del Pacífico, el 15.56% eran de otras razas y el 2.91% pertenecían a dos o más razas. Del total de la población el 27.21% eran hispanos o latinos de cualquier raza.